# Haris Hajradinović
Haris Hajradinović (ur. 18 lutego 1994) – bośniacki piłkarz, występujący na pozycji ofensywnego pomocnika w tureckim klubie Kasımpaşa oraz reprezentacji Bośni i Hercegowiny.

## Kariera klubowa

### Początki kariery
Hajradinović jest wychowankiem akademii Željezničara. W lidze zadebiutował 20 maja 2012 roku w meczu przeciwko Kozara Gradiška. W czerwcu 2012 roku przeniósł się do Olimpiku Sarajewo. Po pół roku wyjechał z kraju by zostać zawodnikiem chorwackiego klubu Inter Zaprešić.
Latem 2013 roku Hajradinović ponownie zmienił klub związując się trzyletnim kontraktem ze słowacką drużyną AS Trenčín. 14 września strzelił swoją pierwszą bramkę w zawodowej lidze w meczu przeciwko Żylinie. Dobre występy na Słowacji spowodowały, że w grudniu 2014 roku Hajradinović został wykupiony przez belgijski zespół KAA Gent. Nie mogąc się przebić w Belgii, Hajdradinović został w styczniu 2016 roku wypożyczony do norweskiego Haugesund z opcją wykupu na stałe z której Norwegowie skorzystali po zakończeniu sezonu. Już po pół roku Bośniak wrócił do Chorwacji, gdzie na zasadzie trzyletniej umowy został piłkarzem NK Osijek.

### Kasımpaşa
W dniu 10 stycznia 2019 r. Hajradinović przeniósł się do tureckiej Kasımpaşy i podpisał kontrakt do czerwca 2022 r. 21 stycznia zadebiutował w lidze przeciwko Rizesporowi. Pierwszą bramkę w lidzę zdobył w przegranym meczu z Beşiktaşem rozegranym 24 maja.

## Kariera międzynarodowa
Hajradinović reprezentował Bośnię i Hercegowinę na różnych szczeblach młodzieżowych.
W październiku 2019 roku otrzymał swoje pierwsze powołanie do seniorskiej reprezentacji na spotkania kwalifikacji Euro 2020 przeciwko Włochom i Liechtensteinowi. Hajradinović zadebiutował 18 listopada w pewnie wygranym meczu z tym drugim rywalem.
7 września 2020 roku w meczu Ligi Narodów UEFA przeciwko Polsce Hajradinović strzelił swojego pierwszego gola w reprezentacji.

## Tytuły
Željezničar
- Bośniacka Premier League : 2011/12
- Puchar Bośni : 2011/12

Gent
- Belgijska Pierwsza Dywizja A : 2014/15
- Superpuchar Belgii : 2015